# Teruar
Teruar (Terroir od terre, „zemljište”) je francuski termin koji se koristi za opisivanje faktora životne sredine koji utiču na fenotip useva, uključujući jedinstvene kontekste životne sredine, poljoprivredne prakse i specifično stanište rasta useva. Kolektivno, za ove kontekstualne karakteristike se kaže da imaju karakter; teruar se odnosi na taj karakter.
Neki zanatski usevi za koje se proučava teruar uključuju vino, jabukovaču, kafu, duvan, maslinovo ulje, čokoladu, čili papričice, hmelj, agavu (za pravljenje tekile i meskala), paradajz, pšenicu, javorov sirup, čaj i kanabis. Teruar predstavlja čitavu kombinaciju različitih faktora i karakteristika koje određuju sortna svojstva proizvoda, kao što su teren, karakteristike zemljišta, vetrovi, prisustvo šuma, masiva, vodenih površina (jezera, reke), insolacija (ozračenje prostora i površina sa sunčevom svetlošću), flora i fauna. Kada se govori o teruaru, obično se misli na vino. Teruarni proizvod je onaj koji se proizvodi od sirovina uzgajanih u određenom području i pod strogo kontrolisanim uslovima. Uobičajena je površna definicija teruara prema sastavu zemljišta i klimatskim uslovima, pri čemu se ponekad ne razlikuju opšti klimatski uslovi, mezoklimatski uslovi i mikroklimatski uslovi. Zapostavljeni suštinski element je kultura ljudi koji uzgajaju grožđe i proizvode vino, njihovi običaji i namere u proizvodnji vina, zbog čega poznavaoci vina teruar uzdižu na nivo filozofije, a to je i razlog zašto nastanak pojma teruara datira još iz drevnih vremena. U dalekoj prošlosti, čak pre više od šest hiljada godina, vinari su primetili da se isti teruar ne sme koristiti za sve sorte grožđa, jer će u suprotnom kvalitet grožđa biti nizak, što sve utiče na (ne)povoljan ukus pića. Do realizacije se došlo putem pokušaja i grešaka. Tokom vremena, stručnjaci su postepeno prepoznavali i identifikovali oblasti koje su najpogodnije za određenu sortu grožđa. Iz svega ovoga je rođen koncept teruara. Koncept terroara funkcionisao je u staroj Grčkoj i Rimu i u staroj Gruziji. Naime, grčke i rimske luke u kojima se trgovalo vinom imale su jasnu predstavu o razlozima zbog kojih se proizvodi ovo ili ono vino, šta je bila namena tog vina u određenoj zajednici i koja je bila njegova ekonomska i kulturna vrednost. Iz ovoga se izvlači zaključak da je za tadašnje zajednice vino predstavljalo suštinski deo života određene zajednice, koja se prema njemu odnosila sa velikom pažnjom.
Vremenom je ovaj koncept postao osnova za klasifikaciju evropskih vina. Termin teruar u istoriji se prvi put pojavljuje u vinarstvu. Pod ovim pojmom francuski vinari podrazumevaju karakteristike i uslove zemljišne parcele na kojoj se uzgaja vinova loza. Iako je koncept teruara bio jasan u antičko doba, generalno se smatra da je koncept izmišljen u Francuskoj, recimo u Burgundiji, u kasnom srednjem veku. Teruar je osnova francuskog sistema naziva vina kontrolisane oznake porekla (AOC), koji je model za nazive vina i regulaciju u Francuskoj i širom sveta. AOC sistem pretpostavlja da zemljište sa kojeg se uzgaja grožđe daje jedinstven kvalitet koji je specifičan za to mesto uzgoja (stanište biljaka). O stepenu značaja teruara raspravlja se u vinskoj industriji.

## Literatura
- Fanet, Jacques (2004). Great Wine Terroirs. Berkeley: University of California Press. ISBN 0-520-23858-3.
- Nowak, Zachary (јун 2012). „Against Terroir”. Petites Propos Culinaires. 96: 92—108.
- Parker, Thomas (2015). Tasting French Terroir: The History of an Idea. Berkeley: University of California Press. ISBN 978-0520277519.
- Rice, Thomas J.; Cervellone, Tracy G. (2007). Paso Robles: An American Terroir. Paso Robles, California: Thomas J. Rice & Tracy G. Cervellone. ISBN 978-0-9799406-1-3.
- Sommers, Brian J. (2008). The Geography of Wine: How Landscapes, Cultures, Terroir, and the Weather Make a Good Drop. New York: Plume Publishing. ISBN 978-0-452-28890-4.
- Torres, Olivier (2006). The Wine Wars: The Mondavi Affair, Globalization and Terroir. New York: Palgrave Macmillan Publishing. ISBN 0-230-00210-2.
- Trubek, Amy B. (2008). The Taste of Place: A Cultural Journey Into Terroir. Berkeley: University of California Press. ISBN 978-0-520-25281-3.
- Wilson, James E. (1999). Terroir: The Role of Geology, Climate, and Culture in the Making of French Wines. Berkeley: University of California Press. ISBN 0-520-21936-8.